# Meerveldhoven
Meerveldhoven was oorspronkelijk een kerkdorp en vormt tegenwoordig een wijk in de gemeente Veldhoven.
Voor de gemeentelijke herindeling van 1921, waarin de gemeente Veldhoven is gevormd, was Meerveldhoven onderdeel van de gemeente Veldhoven en Meerveldhoven.
Het dorp is nooit een zelfstandige gemeente geweest.

## Naam
Meerveldhoven wordt al genoemd in een oorkonde uit circa 775, toen aangeduid met de naam Martfelden.
In latere documenten worden ook de namen Maruilde, Mirefelt, Merfelt en Merefelt gebruikt.
In de Middeleeuwen lag ten noorden van Meerveldhoven een moerasgebied genaamd de Meren.
Mogelijk is hieruit de naam Merefelt ontstaan.

## Geschiedenis
In de 7de eeuw ontstond de nederzetting Meerveldhoven als een Frankische kolonie.
Uit die tijd dateert een rijengrafveld, wat in 1955 bij opgravingen ter hoogte van het huidige Dr. Elsenpark in de wijk Cobbeek werd aangetroffen.
Op een oorkonde uit circa 775 uit het register van de abdij van Lorsch wordt Meerveldhoven, toen geschreven als Martfelden, genoemd.
De eigenaar van de nederzetting, een heer Gullint, verkocht in die tijd zijn bezit, bestaande uit dertien hoeven met lijfeigenen en een kerk aan de abdij van Lorsch.
Van dit oorspronkelijke kerkgebouw zijn nooit restanten teruggevonden.
Van een latere middeleeuwse kerk van Meerveldhoven zijn wel sporen teruggevonden.
De funderingsresten van deze kerk, gelegen aan het Oude Kerkhof, zijn later door middel van straatstenen gemarkeerd.
Vanaf de eerste helft van de 14de eeuw viel de bestuurlijke macht over Meerveldhoven onder de schepenbank van Oerle.
Aanvankelijk vielen ook de omliggende dorpen Veldhoven, Zeelst, Blaarthem, Wintelre, Vessem en Knegsel onder deze schepenbank.
In 1559 werd Meerveldhoven door de leenheer Filips II tot leen verheven aan Willem de Borchgrave.
Deze laatste werd daarmee de leenman van de heerlijkheid Meerveldhoven.
Naast Meerveldhoven werd ook de heerlijkheid Oerle door Willem de Borchgrave verkregen.
Omliggende dorpen gingen echter naar andere leenmannen, waardoor de grote schepenbank van Oerle moest worden opgesplitst.
Aangezien Oerle en Meerveldhoven tot dezelfde leenman gingen behoren, werd de nieuwe, kleinere schepenbank Oerle-Meerveldhoven opgericht.
Op 1 januari 1811 werd op bevel van Napoleon heel Nederland naar Frans model ingedeeld in gemeenten.
Hierbij werd de schepenbank Oerle-Meerveldhoven opgeheven en werd het dorp Meerveldhoven ingedeeld bij de gemeente Veldhoven en Meerveldhoven.
Deze gemeente werd op 1 mei 1921 samengevoegd met de gemeenten Oerle en Zeelst.
Sindsdien hoort Meerveldhoven tot de gemeente Veldhoven.
In de jaren 50 van de 20ste eeuw volgde een enorme bevolkingsgroei.
Met de aanleg van nieuwe wijken groeide Meerveldhoven vast aan de omliggende dorpen en werd daarmee een onderdeel van de grote bebouwde kom van het huidige Veldhoven.
Ten zuiden van Meerveldhoven ontstond een groot industrieterrein, genaamd De Run, waar grote bedrijven zoals Philips en ASML zich vestigden.

## Monumenten
- Meerveldhovens trots is de Heilige Lambertuskerk. In deze kerk bevindt zich de kapel van Onze-Lieve-Vrouwe ter Eik. Hierin staat een eik waarin volgens de overlevering Maria verscheen aan een boer. Dit maakt de Heilige Lambertuskerk tot een bedevaartskerk.
- De Adriaan is een windmolen van het type beltmolen. De molen, gebouwd in 1906, werd oorspronkelijk gebruikt voor het malen van graan. Sinds de jaren 80 is de molen buiten bedrijf.
- Villa in chaletstijl, gelegen aan de Provinciale weg. Deze villa, gebouwd in 1905, werd tussen 1949 en 1974 gebruikt als gemeentehuis.[3]

## Sport
Op sportpark Jongelingsveld speelt de Meerveldhovense voetbalclub sv Marvilde welke in het seizoen 2022-2023 in de eerste klasse zal spelen.  
Hoofdplaats: Veldhoven

Buurtschappen: Berkt · Halfmijl · Heers · Hoogeind · Scherpenering · Schoot · Toterfout · Vliet · Zandoerle · Zittard

Voormalige gemeenten: Oerle · Veldhoven en Meerveldhoven · Zeelst

Noord-Brabant: Steden en dorpen      Nederland: Provincies · Gemeenten